# Tiroler Bergwacht
Die Tiroler Bergwacht ist eine Körperschaft des öffentlichen Rechts. Sie hat ihren Sitz in Innsbruck.
Die rechtliche Grundlage bildet das Tiroler Bergwachtgesetz vom 3. Juli 2002. Die Tiroler Bergwacht ist somit eine der neun Berg- und Naturwachten Österreichs.

## Aufgabenbereich
Die etwa 1000 Mitglieder sind angelobte Organe der öffentlichen Aufsicht und überwachen als Hilfsorgane der Bezirksverwaltungsbehörden im übertragenen Wirkungsbereich gemäß Bergwachtgesetz § 1 nachfolgende Gesetze:
- Tiroler Naturschutzgesetz mit den dazugehörigen Verordnungen
- Tiroler Nationalparkgesetz Hohe Tauern
- Tiroler Abfallwirtschaftsgesetz
- Landespolizeigesetz (Schutz vor Störungen durch Lärm, Schutz vor Gefährdungen und Belästigungen durch Tiere)
- Tiroler Feldschutzgesetz
- Tiroler Campinggesetz
- Mitwirken an Einsätzen bei Katastrophen

In § 10 Tiroler Bergwachtgesetz ist der Bergwacht auch der Einsatz bei Katastrophen und bei Unglücksfällen, Suchaktionen und Ereignissen, die den Einsatz von Suchhunden erfordern, aufgetragen.

## Uniformierung
In der Bergwachtgesetz-Durchführungsverordnung ist das Erscheinungsbild des Bergwächters genau geregelt. Die Uniformsorten werden über den Bekleidungswirtschaftsfond des BM.I bezogen. Dies ermöglicht langfristig die möglichst sparsame und wirtschaftliche Beschaffung der Dienstkleidung. Für jede Witterung gibt es verschiedene Oberbekleidungsstücke bzw. Jacken (Mehrzweck-, Einsatz- und Fleecejacke). Weiters sind Bergwächter mit Kurz- oder Langarmhemden, einer felsgrauen Alpinhose und einer Schildkappe bzw. einem Barrett als Kopfbedeckung ausgestattet. Die Funktion eines Bergwächters ist an den Uniform-Aufschiebeschlaufen erkennbar.

## Befugnisse
Die Aufsichtsorgane wurden für die Vollziehung der Gesetze vom Gesetzgeber mit besonderen Befugnissen ausgestattet. Bergwächter dürfen bei der Überwachung dieser Landesgesetze:
- Fahrzeuge anhalten und Personen zum Nachweis der Identität auffordern.
- Abmahnungen aussprechen oder die Übertretung bei der Bezirksverwaltungsbehörde anzeigen (liegt im Ermessen des einschreitenden Aufsichtsorganes).
- Ermächtigte Bergwächter können Organstrafverfügungen (Tiroler Organstraf- und Anonymverfügungsverordnung[2]) oder Sicherheitsleistungen verhängen bzw. einheben.
- In besonderen Fällen Personen festnehmen und der Bezirksverwaltungsbehörde vorführen.
- Gegenstände, die offensichtlich von einer Verwaltungsübertretung herrühren, beschlagnahmen.

## Pflichten
Bergwächter tragen bei ihren Dienstgängen das Dienstabzeichen, führen den Dienstausweis mit und sind in den meisten Fällen an einer einheitlichen Dienstkleidung erkennbar. Es werden jedoch je nach Erfordernis auch Dienste in ziviler Kleidung versehen. Alle Bergwächter sind in Ausübung ihres Dienstes als Beamte anzusehen, genießen den besonderen Schutz des Strafgesetzbuches und unterliegen der Amtsverschwiegenheit. Der Aufgabenbereich und die Befugnisse der Bergwächter wurden vom Land Tirol im Tiroler Bergwachtgesetz 2003 festgelegt.
Der Tiroler Bergwacht obliegen im übertragenen Wirkungsbereich die Ausführung von Dienstaufträgen der Bezirksverwaltungsbehörde, und in deren Rahmen die Erteilung von Dienstaufträgen durch Leitungsorgane der Tiroler Bergwacht sowie deren Ausführung nach Maßgabe der Dienstvorschrift (§ 6 Tiroler Bergwachtgesetz). Weiters die Mitwirkung an Einsätzen bei Katastrophen im Sinn des Tiroler Katastrophenmanagementgesetzes und die Mitwirkung bei Unglücksfällen, Suchaktionen und Ereignissen, die den Einsatz von Suchhunden erfordern. Neben diesen Tätigkeiten des übertragenen Wirkungsbereiches versehen Bergwächter in verschiedenen Gebieten Pistenrettungsdienste und werden fallweise zu Alpinunfällen gerufen. Auch Sicherungsdienste bei Sportveranstaltungen und Dienste für Gemeinden, wie z. B. die vorübergehende Regelung des Verkehrs, werden von der Tiroler Bergwacht geleistet. Die Kontrolle von Berg-, Almhütten und Wochenendhäusern auf Beschädigungen und Einbrüchen ist ein besonderes Service der jeweiligen Einsatzstellen. Die Tiroler Bergwacht verfügt auch über eine Suchhundestaffel (spezialisiert auf Feld-, Trümmer- und Lawinensuche).

## Leitung
Chronologische Liste der bekannten Landesleiter:
- Manfred Krahbichler (* 12. März 1950 in Leogang/Sbg; † 8. April 2014):  Juli 2006 bis Jänner 2012
- Elmar Ginther († Mai 2019): Februar 2012 bis Februar 2017
- Seit dem 10. Februar 2017 übt Gabriele Pfurtscheller das Amt der Landesleiterin aus.

## Distinktionen
| Aktuelle Distinktionen der Tiroler Bergwacht | Aktuelle Distinktionen der Tiroler Bergwacht | Aktuelle Distinktionen der Tiroler Bergwacht | Aktuelle Distinktionen der Tiroler Bergwacht | Aktuelle Distinktionen der Tiroler Bergwacht | Aktuelle Distinktionen der Tiroler Bergwacht | Aktuelle Distinktionen der Tiroler Bergwacht | Aktuelle Distinktionen der Tiroler Bergwacht | Aktuelle Distinktionen der Tiroler Bergwacht | Aktuelle Distinktionen der Tiroler Bergwacht | Aktuelle Distinktionen der Tiroler Bergwacht | Aktuelle Distinktionen der Tiroler Bergwacht |
| Rangtitel                                    | Landesleiter                                 | Landesleiter-Stellvertreter                  | Landesreferent                               | Bezirksleiter                                | Bezirksleiter-Stellvertreter                 | Bezirksreferent                              | Einsatzstellenleiter                         | Einsatzstellenleiter-Stellvertreter          | Einsatzgruppenleiter                         | Bergwächter                                  | Anwärter                                     |
| -------------------------------------------- | -------------------------------------------- | -------------------------------------------- | -------------------------------------------- | -------------------------------------------- | -------------------------------------------- | -------------------------------------------- | -------------------------------------------- | -------------------------------------------- | -------------------------------------------- | -------------------------------------------- | -------------------------------------------- |
| Aktuelle Rangabzeichen                       |                                              |                                              |                                              |                                              |                                              |                                              |                                              |                                              |                                              |                                              |                                              |